# Wally Bishop
Wallace Henry Bishop (Chicago, 17 februari 1906 - Hilversum, 2 mei 1986) was een Amerikaanse jazzdrummer. Hij speelde ook dwarsfluit.

## Biografie
Wallace Bishop begon als jeugdige met het drumspel en studeerde bij Jimmy Bertrand. Zijn professionele carrière begon in 1926 bij Art Simms en diens orkest in Milwaukee. Tijdens deze periode speelde hij ook bij Jelly Roll Morton, Bernie Young, Hughie Swift, Louis Armstrong, Richard M. Jones en Tommy Dorsey. Van 1928 tot 1930 werkte hij bij Erskine Tate en het opvolgende jaar in het Earl Hines Orchestra, waar hij tot 1937 bleef. Tijdens de jaren 1940 speelde hij met Jimmie Noone (1941), Coleman Hawkins (1943), Don Redman, Phil Moore, Foots Thomas, John Kirby (1946), Sy Oliver, Sammy Price en Billy Kyle.
Tijdens een tournee in Frankrijk in 1949 met Buck Clayton, bij wie hij ook in 1946/1947 was, besloot Bishop om op het continent te blijven, waar hij werkte met eigen en andere bands. Begin jaren 1950 had hij o.a. een eigen combo in Nederland met Rob Pronk en Rob Madna. Hij nam op met muzikanten als Bill Coleman (in Parijs), Don Byas (in Parijs), Willie 'The Lion' Smith (Parijs), Ben Webster, Hans Koller, Kid Ory (tournee in Zweden/Duitsland 1956), Pia Beck, Kid Dynamite, Milt Buckner (met Buckner en Earl Hines was hij in 1967/1968 op tournee), Buddy Tate, Sister Rosetta Tharpe en het Sammy Price Trio, maar ook met T-Bone Walker, met wie hij in 1968 op tournee was. Als orkestleider werkte Bishop uitsluitend in 1950 op twee nummers, die hij in trio voor het Franse label Chant du Monde opnam. Verder fungeerde hij tijdens de jaren 1970 als sideman bij opnamen van Black & Blue Records en was hij op tournee met Champion Jack Dupree.

## Overlijden
Wally Bishop overleed in mei 1986 op 80-jarige leeftijd.